# Bremer Pfefferkorn

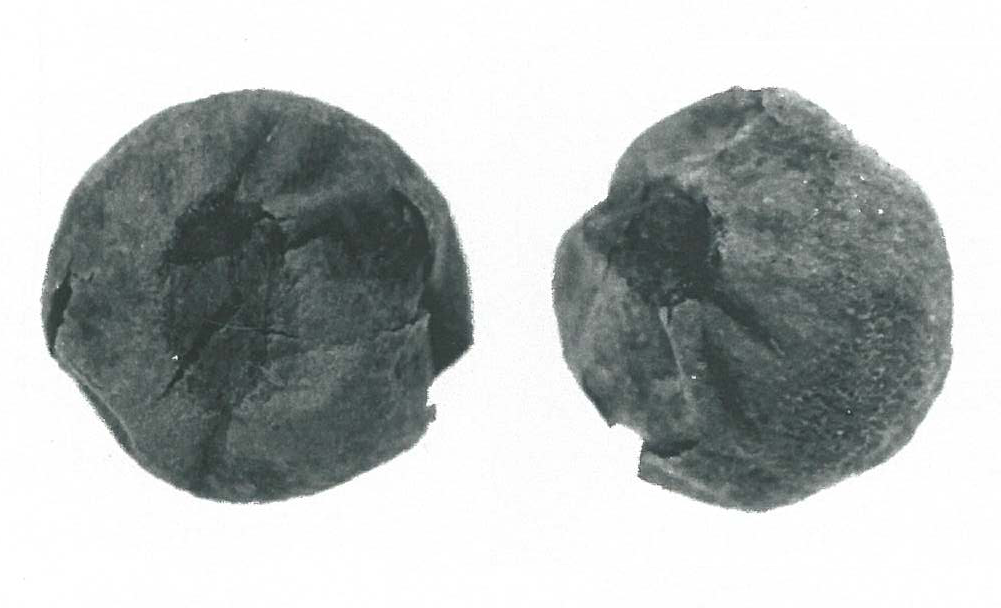
Um 1990 entstandene Schwarzweißfotografien, die das Bremer Pfefferkorn stark vergrößert zeigen

 Als Bremer Pfefferkorn wird ein 1989 bei Ausgrabungen in der Bremer Innenstadt entdecktes Pfefferkorn bezeichnet, das aus der ersten Hälfte des 13. Jahrhunderts stammt und als frühester archäologischer Nachweis der Verwendung des Gewürzes im mittelalterlichen Europa nördlich der Alpen gilt. Ansonsten erscheint dort Pfeffer ab dem 11. Jahrhundert in schriftlichen Quellen. Das nur drei Millimeter messende Objekt wird im Bremer Landesmuseum für Kunst und Kulturgeschichte (Focke-Museum) ausgestellt.

## Fundumstände und Datierung

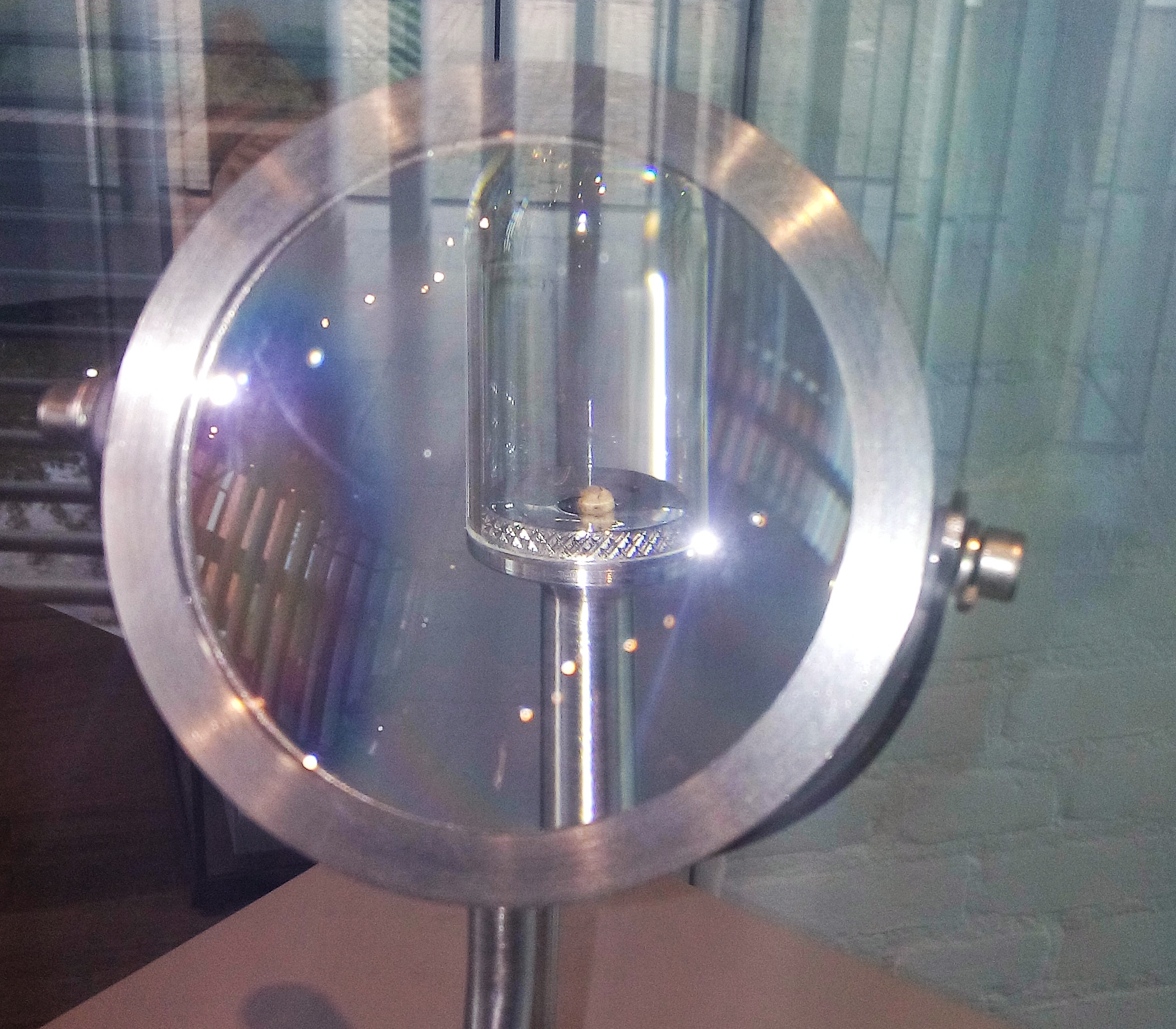
Präsentation des Bremer Pfefferkorns im Focke-Museum

1989 führte die Landesarchäologie Bremen unter Leitung von Thomas Moritz in der Bremer Altstadt im Kreuzungsbereich von Wacht- und Böttcherstraße im Zuge eines Hotelneubaus eine Notgrabung durch. Dabei wurden unter anderem drei Kloaken freigelegt, die ins 13. und 15. Jahrhundert sowie in die Frühe Neuzeit datiert wurden. Im ältesten Befund wurde ein Kugeltopf aus Grauware freigelegt, der samt seinem Inhalt geborgen wurde. Der Archäobotaniker Karl-Ernst Behre dokumentierte bei den folgenden Untersuchungen zahlreiche Überreste organischen Materials, das unter anderem 166 Pflanzenarten umfasste. Als „Sensation“ wurde der Fund eines Korns Weißen Pfeffers bewertet, der aufgrund der Fundumstände in das frühe 13. Jahrhundert datiert werden konnte und ein Zeugnis der hochmittelalterlichen Handelsbeziehungen der Hansestadt bis nach Südasien darstellt. Ist die Verbreitung von Pfeffer im Römischen Reich auch belegt, handelt es sich hierbei um den frühesten Nachweis des Gewürzes im mittelalterlichen Europa nördlich der Alpen.

## Beschädigung bei Leihgabe
Anlässlich der Ausstellung Aufbruch in die Gotik. Der Magdeburger Dom und die späte Stauferzeit im Kulturhistorischen Museum Magdeburg wurde das Pfefferkorn im Jahr 2009 erstmals verliehen. Beim Rücktransport zerbrach es teilweise, nachdem sich ein Wattepfropfen gelöst hatte und das Objekt nur noch unzureichend gegen Erschütterungen geschützt war. Aufgrund der fragilen Beschaffenheit des Fundstücks wurde eine Restaurierung ausgeschlossen. Die vierstellige Erstattungssumme der verantwortlichen Transportversicherung sollte daher in die zukünftige Ausstellungsgestaltung im Focke-Museum investiert werden. Dies wurde bis 2012 realisiert; die neu angefertigte Spezialvitrine, in der das Pfefferkorn ausgestellt wird, verfügt über eine Lupe, die einen vergrößerten Blick auf das Objekt erlaubt.